# Isaac Israel Hayes
För sångaren och skådespelaren, se Isaac Hayes

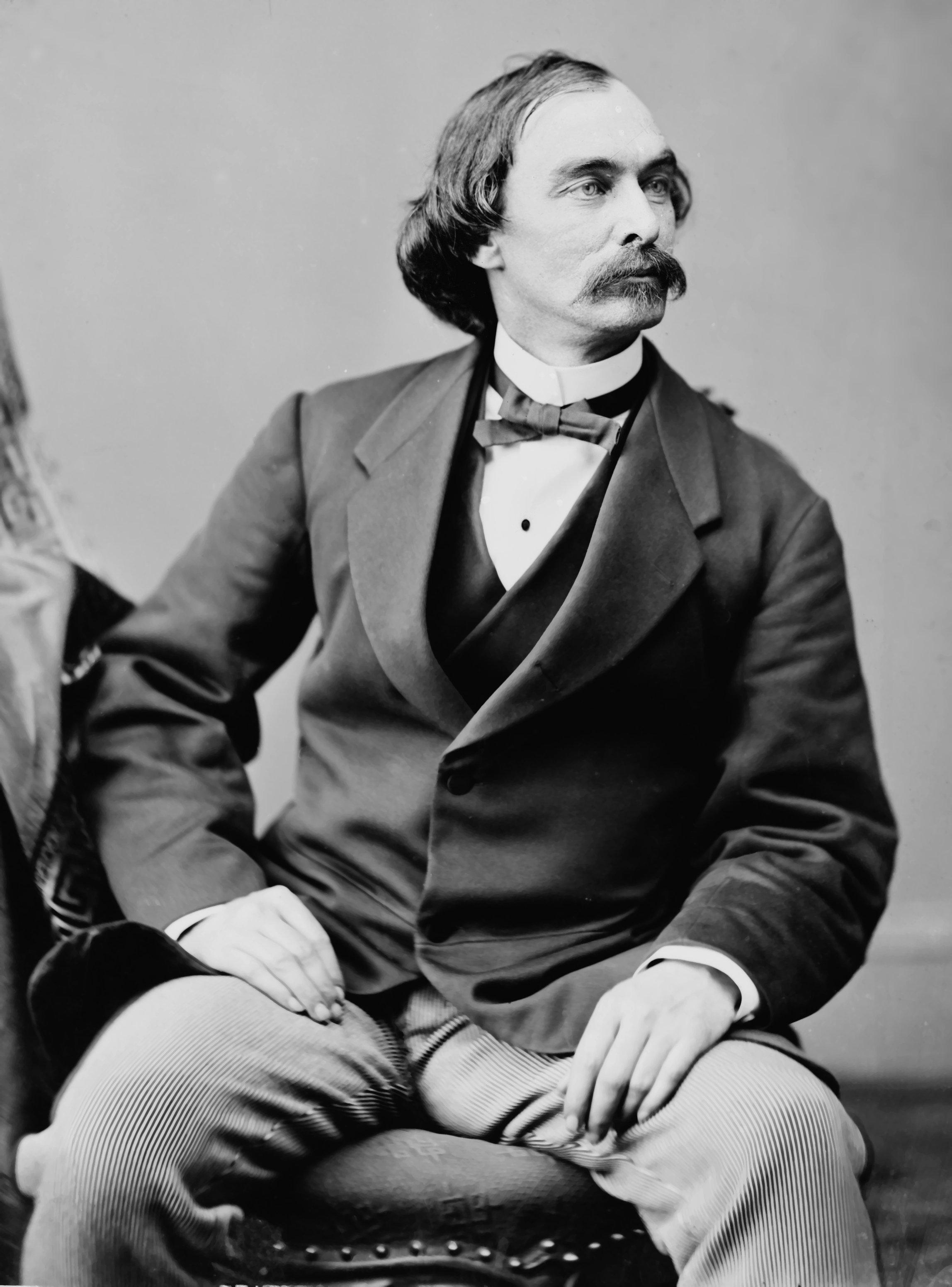
Isaac Israel Hayes.

Isaac Israel Hayes, född 5 mars 1832 i Chester County i Pennsylvania, död 17 december 1881 i New York, var en amerikansk läkare och polarforskare.
Hayes medföljde 1853–1855 Elisha Kent Kanes expedition som skeppsläkare och ställdes 1860 i spetsen för en ny expedition, som skulle undersöka det "öppna polarhav" man trodde sig ha upptäckt på den föregående expeditionen. Han kom till Smith sound under 78,5° nordlig bredd, gjorde följande år en tur över isen med hundar och slädar samt framträngde ända till 81° 35’ nordlig bredd, där han såg en vattenränna i norr, som tillkännagav öppet vatten. Fartyget var emellertid så illa skadat att han måste återvända hem. Han deltog sedan som frivillig kirurg i kriget, men arbetade även för sin idé, Nordpolens uppnående. Om sina resor utgav han bland annat An arctic boat journey (1860), The open Polar sea (1867) och The land of desolation (1871), vilket skildrar en resa till Grönland 1869.